# Hexere

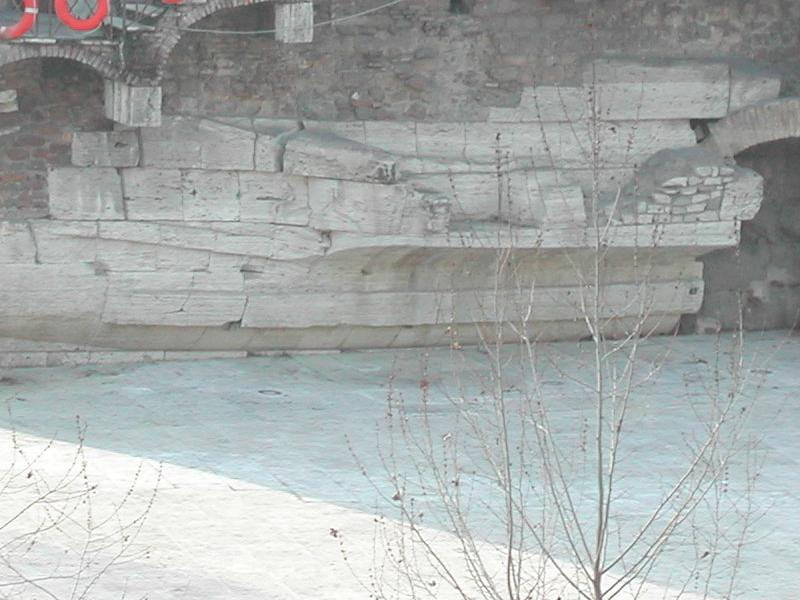
La proa de la Isla Tiberina en Roma, representando un quinquerreme o hexere de tipo griego, como evidencia el «botalón de foque.

El hexere o hexarreme (latín hexaremis, griego antiguo ἑξήρης/hexērēs) fue inventado en Siracusa, según Plinio el Viejo y Claudio Eliano. Los barcos de seis filas de remeros, ciertamente, estaban presentes en la flota de Dionisio II de Siracusa (c. 367–357 a. C. y 346–344 a. C.), pero bien pudieron ser inventados en los últimos años de su padre, Dionisio I. Los «seis filas de remos» fueron menos frecuentes que embarcaciones más pequeñas, y aparecen en las fuentes principalmente como buques insignia: en la batalla del Cabo Ecnomo, los dos cónsules romanos tenían un hexarreme cada uno. Ptolomeo XII (80–58 a. C. y 55–51 a. C.) tenía uno como buque insignia personal, igual que Sexto Pompeyo.
En la batalla de Accio, las dos flotas disponían de hexeres, pero con una notable diferencia: mientras en la flota de Octaviano eran los barcos más grandes, en la de Marco Antonio ocupaban el segundo lugar, después de los quinquerremes. Un simple hexere, el Ops, está documentado como la nave más pesada que sirvió en la flota pretoriana con base naval en Miseno.
La exacta disposición de sus remos no está clara. Si evolucionó naturalmente de diseños anteriores, sería un trirreme con dos remeros en cada remo; la alternativa menos probable es que tenía dos niveles con tres remeros en cada uno. Existen noticias sobre los «seis filas de remos» durante el siglo I a. C, en las guerras civiles romanas, que indican que tenían una altura similar a los quinquerremes, y documentan la presencia de torres en la cubierta de un hexere que fue el buque insignia de Marco Junio Bruto.